# Lauchaer Schafberg
Der Lauchaer Schafberg bzw. Schafberg ist eine 320,8 Meter hohe waldlose Erhebung im Osten des Lausitzer Berglandes. Der Hügel liegt in der Gemarkung des Löbauer Ortsteiles Kittlitz. Am westlichen Fuße des Hügels liegt das Tal des Buttermilchwassers. Südlich kreuzt sich die Eisenbahn von Löbau nach Bautzen mit der Landstraße von Nechen nach Kittlitz. Zu Füßen des Schafberges liegen Carlsbrunn, Kittlitz, Unwürde, Laucha und Munschke. Auf dem Gipfel stehen seit 2009 drei, seit 2010 vier Windräder von teilweise verschiedenen Betreibern.